# Pay-Per-Use Monitor
Ein Pay-Per-Use Monitor (deutsch Monitor für nutzungsbasierte Abrechnung) ist eine Netzwerkkomponente im Cloud-Computing, welches die Nutzung eines Dienstes überwacht und die Nutzungsdaten an ein Billing Monitoring System übermittelt. Hierdurch wird eine nutzungsbasierte Abrechnung ermöglicht.
Typischerweise werden die Anzahl der Request/Reply-Objekte, das übermittelte Datenvolumen und die Datenübertragungsrate protokolliert. Ferner können auch die Menge der verbrauchten Ressourcen beim Autoscaling überwacht werden, um eine dynamische Preisanpassung an die vom Kunden genutzten Ressourcen zu ermöglichen.